# Кубасов, Валерий Николаевич
Вале́рий Никола́евич Куба́сов (7 января 1935, Вязники, Ивановская Промышленная область, РСФСР, СССР — 19 февраля 2014, Москва, Россия) — 18-й лётчик-космонавт СССР и 40-й космонавт мира, дважды Герой Советского Союза.

## Биография

### Деятельность до зачисления в отряд космонавтов
Родился 7 января 1935 г. в семье механика и разнорабочей. В 1952 году окончил среднюю школу № 2 городе Вязники с серебряной медалью. В 1958 году окончил Московский авиационный институт (МАИ), самолётостроительный факультет.
С июля 1958 года — инженер, с декабря 1960 года — старший инженер, с октября 1962 — начальник группы 9-го отдела ОКБ-1. В этом отделе занимался проектированием марсианского пилотируемого корабля (ТМК) под руководством М. К. Тихонравова. С сентября 1964 года — начальник группы 17-го отдела (отдел баллистики).
- В мае-июне 1964 года был направлен на медицинское обследование в Центральном Военном научно-исследовательском авиационном госпитале (ЦВНИАГ) в качестве одного из 14 кандидатов от ОКБ-1 для полёта на первом трёхместном КК «Восход» в качестве космонавта-инженера. В июне 1964 года получил допуск медицинской комиссии к спецподготовке. Его кандидатура рассматривалась на заседании Мандатной комиссии 11 июня 1964 года, но к зачислению в группу он рекомендован не был.
- В июле 1965 года прошёл медицинское обследование в ИМБП в качестве участника первого набора космонавтов в отряд ОКБ-1 (ныне РКК «Энергия») и был одним из 12 инженеров, прошедших все этапы отбора.
- Весной 1966 года вновь прошёл обследование в ИМБП, 23 мая 1966 года прошёл мандатную комиссию в ЦКБЭМ и приказом № 43 был включён в первую группу кандидатов в космонавты-испытатели ЦКБЭМ на должность испытателя 731-го отдела, начальника группы кандидатов в космонавты-испытатели ЦКБЭМ.

### Служба в отряде космонавтов
- В сентябре 1966 — декабре 1968 года проходил подготовку к полёту КК «Союз» во 2-м экипаже пассивного корабля по программе «Стыковка», вместе с Андрияном Николаевым (с августа 1968 заменён на Анатолия Филипченко) и Виктором Горбатко.
- В 1966—1968 годах учился в аспирантуре ЦКБЭМ, с 1968 года кандидат технических наук, с мая 1968 — космонавт-испытатель 731-го отдела. С марта 1968 года член КПСС. С июня 1969 года — старший научный сотрудник.
- 5 января 1969 года во время старта КК «Союз-5» был дублёром бортинженера корабля Алексея Елисеева.
- С февраля 1969 года готовился в качестве бортинженера первого экипажа КК «Союз-6» по программе полёта трёх пилотируемых кораблей.

1-й космический полёт
С 11 по 16 октября 1969 года в качестве бортинженера КК «Союз-6» вместе с Г. С. Шониным по программе первого в мире группового полёта трёх КК («Союз-6», «Союз-7», «Союз-8»).

Во время полёта впервые в мире были проведены эксперименты по проведению сварочных работ в космосе на разработанной в Институте электросварки имени Е. О. Патона аппаратуре.
Позывной: «Антей-2». Продолжительность полёта: 4 суток 22 часа 42 минуты 47 секунд.
- С 4 декабря 1969 года — космонавт-инструктор, космонавт-испытатель 3-го класса, 731-го (с октября 1973 — 071-го) отдела.
- 18 сентября 1970 — 20 марта 1971 года — проходил подготовку для полёта на ДОС «Салют-1» в качестве бортинженера второго экипажа по программе 1-й экспедиции вместе с Алексеем Леоновым и Петром Колодиным.
- 23 апреля 1971 года был дублёром бортинженера КК «Союз-10» Алексея Елисеева.
- 27 апреля — 27 мая 1971 года — проходил подготовку в качестве бортинженера основного экипажа КК «Союз-11» для полёта по программе 1-й экспедиции на ДОС «Салют-1» вместе с Алексеем Леоновым и Петром Колодиным.
- 4 июня 1971 решением Государственной комиссии основной экипаж отстранён от полёта из-за обнаруженного у В. Н. Кубасова затемнения в лёгких (позже выяснилось, что это лёгкая форма аллергии на цветение одного из растений на местности).

Полетел дублирующий экипаж (Георгий Добровольский, Владислав Волков, Виктор Пацаев), который погиб 30 июня при возвращении на Землю.
- 10 октября 1971 — 24 мая 1972 года — готовился в качестве бортинженера первого экипажа 1-й экспедиции на ДОС «Салют-2» вместе с Алексеем Леоновым. Полёт отменён из-за аварии РН «Протон» 29 июля 1972 года во время запуска ДОС на орбиту.
- В августе—сентябре 1972 года готовился в качестве бортинженера первого экипажа к полёту по программе автономного полёта с целью испытания новых скафандров «Сокол-К». Полёт был отменён и совершён беспилотный полёт.
- 25 октября 1972 — 10 апреля 1973 года — проходил подготовку в качестве бортинженера первого экипажа 1-й экспедиции на ДОС «Салют-3» вместе с Алексеем Леоновым. Полёт отменён из-за аварии станции на орбите в мае 1973 года.
- С мая 1973 года до июня 1975 года готовился в качестве бортинженера первого экипажа к полёту по программе «Союз — Аполлон»
- С 1 января 1975 года — инструктор-космонавт-испытатель 3-го класса 111-го отдела головного конструкторского бюро НПО «Энергия».

2-й космический полёт
С 15 по 21 июля 1975 года в качестве бортинженера КК «Союз-19» вместе с Алексеем Леоновым по программе первого международного космического полёта.

В ходе полёта выполнена первая в истории стыковка двух КК разных стран — СССР и США (в состыкованном состоянии два корабля в совокупности пробыли 46 часов) и проведена работа на орбите вместе с экипажем КК «Аполлон» — Томасом Стаффордом, Вэнсом Брандом и Дональдом Слейтоном.
Позывной: «Союз-2». Продолжительность полёта: 5 суток 22 часа 30 минут 51 секунда.
- С 5 мая 1977 года — инструктор-космонавт-испытатель 2-го класса 110-го отдела, начальник отдела головного конструкторского бюро НПО «Энергия».
- 22 августа 1977 — 9 июня 1978 года — подготовка в качестве командира второго советско-польского экипажа по программе экспедиции посещения ОС «Салют-6» вместе с Зеноном Янковским
- 27 июня 1978 года был дублёром командира КК «Союз-30» Петра Климука.
- 20 ноября 1978 — 18 мая 1979 года — подготовка в качестве командира первого советско-венгерского экипажа по программе экспедиции посещения ОС «Салют-6» вместе с Берталаном Фаркашем. Полёт был отложен из-за аварии корректирующе-тормозной двигательной установки (КТДУ) на КК «Союз-33». В связи с этим с 3 сентября 1979 по 12 мая 1980 года продолжал подготовку в режиме поддержания тренированности в этом же экипаже по той же программе.

3-й космический полёт
С 26 мая по 3 июня 1980 года в качестве командира КК «Союз-36» вместе с Берталаном Фаркашем по советско-венгерской программе посещения ОС «Салют-6». На орбите работал вместе с экипажем основной экспедиции на ОС — Леонидом Поповым и Валерием Рюминым.
Позывной: «Орион-1». Продолжительность полёта: 7 суток 20 часов 45 минут 44 секунды.
Статистика
| # | Стартовый корабль | Старт, UTC        | Экспедиция            | Корабль посадки | Посадка, UTC      | Налёт                      | Выходы в открытый космос | Время в открытом космосе |
| - | ----------------- | ----------------- | --------------------- | --------------- | ----------------- | -------------------------- | ------------------------ | ------------------------ |
| 1 | Союз-6            | 11.10.1969, 11:10 | Союз-6                | Союз-6          | 16.10.1969, 09:52 | 04 суток 22 часа 42 минуты | 0                        | 0                        |
| 2 | Союз-19           | 15.07.1975, 12:20 | Союз-19, Аполлон-21   | Союз-19         | 21.07.1975, 10:50 | 05 суток 22 часа 30 минут  | 0                        | 0                        |
| 3 | Союз-36           | 26.05.1980, 18:20 | Союз-36, Салют-6 (5П) | Союз-35         | 03.06.1980, 15:06 | 07 суток 20 часов 45 минут | 0                        | 0                        |
|   |                   |                   |                       |                 |                   | 18 суток 17 часов 57 минут | 0                        | 0                        |

Оставаясь космонавтом:
- С 7 июля 1981 года — стал заместителем руководителя комплекса.
- 1 января 1982 года — назначен руководителем 29-й службы (подготовка космонавтов-испытателей).
- 12 июня 1987 года — переведён на должность заместителя руководителя 5-го комплекса.
- 29 декабря 1989 года — назначен заместителем начальника 5-го отделения, получил звание инструктора-космонавта-испытателя 1-го класса.
- 3 ноября 1993 года — уволен из отряда космонавтов в связи с уходом на пенсию по выслуге лет.

### Последующая деятельность
- С 6 декабря 1993 года — заместитель руководителя 5-го отделения головного конструкторского бюро НПО «Энергия».
- С 28 ноября 1997 года — научный консультант РКК «Энергия», 887-й отдел.

Скончался от инсульта 19 февраля 2014 года. Похоронен 22 февраля на Троекуровском кладбище.

## Классность и достижения
- Космонавт-испытатель 3-го класса (12.04.1969).
- Космонавт-испытатель 2-го класса (08.01.1975).
- Космонавт-испытатель 1-го класса (07.17.1980).

## Награды и звания
- Дважды Герой Советского Союза (22.10.1969, № 10720 и 22.7.1975);
- три ордена Ленина (22.10.1969, 22.7.1975, 3.6.1980);
- Медаль «За заслуги в освоении космоса» (12 апреля 2011 года) — за большие заслуги в области исследования, освоения и использования космического пространства, многолетнюю добросовестную работу, активную общественную деятельность[5];
- Герой Венгерской Народной Республики (3.6.1980)[6];
- Благодарность Президента Российской Федерации (9 апреля 1996 года) — за большой личный вклад в развитие отечественной космонавтики[7].
- Заслуженный мастер спорта СССР (1969)

## Общественные награды
- Золотая медаль им. К. Э. Циолковского АН СССР
- Золотая медаль «За заслуги в развитии науки и перед человечеством» (ЧССР)
- Медаль «Народная техника» (СФРЮ)
- Золотая медаль им. Ю. А. Гагарина ФАИ
- Медаль Ю. А. Гагарина Федерации космонавтики СССР
- медаль академика С. П. Королёва Федерации космонавтики СССР (8.4.1976)
- Лауреат национальной премии «Во славу Отечества» в номинации «Слава России» (2008)
- Орден «Во славу Отечества» II степени (2008)
- Почётный знак ВЛКСМ

## Память
- Барельеф-портрет В. Н. Кубасова установлен в Парке покорителей космоса им. Юрия Гагарина, открытом 9 апреля 2021 года (Саратовская область).
- В 2023 году стало известно об инициативе создания Кубасовского сквера в городе Владимире.

## Почётный гражданин городов[8]
Калининград, Калуга, Владимир, Вязники (СССР), Аркалык и Караганда (Казахстан), Атланта, Нью-Йорк, Нашвилл, Сан-Франциско, Солт-Лейк-Сити, Хьюстон (США).

Почётный гражданин Владимирской области (2016, посмертно)

## Семья
- Отец — Николай Иванович Кубасов (1906 г. р.)
- Мать — Татьяна Ивановна Кубасова (Дмитриева) (1907 г. р.)
- Сестра — Галина Николаевна Тарасевич (Кубасова) (1933 г. р.), экономист автобазы.
- Жена — Людмила Ивановна Кубасова (Куровская) (1943 г. р.), старший инженер КБ автоматических систем управления.
- Дочь — Екатерина Валерьевна Кубасова (1966 г. р.)
- Сын — Дмитрий Валерьевич Кубасов (1971 г. р.)